# Ifigenia (Scarlatti)
Alla figura di Ifigenia sono dedicati due differenti melodrammi musicati da Domenico Scarlatti (1685-1757) e rappresentati per la prima volta nel 1713 a Roma, nel teatro privato di Maria Casimira (che era stata regina di Polonia) a Palazzo Zuccari, in piazza Trinità dei Monti.
Nel periodo dal 1709 al 1715 Domenico Scarlatti fu maestro di cappella a Roma della regina di Polonia; quel lasso di tempo fu per il compositore assai prolifico di opere, due delle quali, composte nel 1713, erano dedicate al tema della Ifigenia di Euripide:
- Ifigenia in Aulide (11 gennaio 1713)
- Ifigenia in Tauri, o Ifigenia in Tauride (15 febbraio 1713).

I libretti di queste opere - come quelli di altre del periodo romano di Scarlatti -  furono di Carlo Sigismondo Capece, letterato e segretario di Maria Casimira, mentre le scenografie furono allestite da Filippo Juvarra, il più importante scenografo e architetto teatrale del tempo.
Le opere di Domenico Scarlatti sono di difficile rappresentazione in quanto i cantanti, sulle cui caratteristiche vocali venivano scritte le partiture, erano spesso castrati.
L'Ifigenia in Aulide non ebbe un particolare successo.
Entrambe le partiture scarlattiane sono andate interamente perdute e non si dispone neppure di giudizi da parte dei contemporanei.